# Brikgronden
Brikgronden zijn volgens de Nederlandse bodemclassificatie alle minerale gronden met duidelijke klei-inspoeling in de B-horizont. Dit heet in het Nederlandse systeem een textuur-B of briklaag. Internationaal wordt gesproken van een argillic B-horizon. Het is een horizont met een blokkige structuur en een donkerder kleur en vastere consistentie dan de erboven gelegen A-horizont en de eronder gelegen C-horizont.
Brikgronden worden uitsluitend aangetroffen op pleistocene sedimenten als oude rivierklei of löss. Het zijn gronden waar bodemvormende processen al gedurende een lange periode actief zijn.

## Onderverdeling
De brikgronden worden op basis van het voorkomen van hydromorfe kenmerken op geringe diepte onderverdeeld in twee suborden:
- Hydrobrikgronden - gronden met tijdelijke hoge, maar het grootste deel van het jaar lage grondwaterstanden
- Xerobrikgronden - gronden met lage grondwaterstanden

De twee suborden worden op (sub)groep niveau verder onderverdeeld in:
- Hydrobrikgronden
  - Hydrobrikgronden
    - Beemdbrikgronden - hydrobrikgronden met een zandbovengrond
    - Kuilbrikgronden - hydrobrikgronden zonder een zandbovengrond
- Xerobrikgronden
  - Xerobrikgronden
    - Bergbrikgronden - xerobrikgronden met de briklaag aan het oppervlak of direct onder de bouwvoor (Ap-horizont) (geërodeerde brikgronden)
    - Delbrikgronden - xerobrikgronden met een zandbovengrond en met hydromorfe kenmerken in de Bt-horizont
    - Rooibrikgronden - xerobrikgronden met een zandbovengrond, zonder hydromorfe kenmerken in de E- of de Bt-horizont
    - Daalbrikgronden - xerobrikgronden met roestvlekken in de Bt-horizont
    - Radebrikgronden - xerobrikgronden waarin hydromorfe kenmerken ontbreken of met roestvlekken dieper dan de Bt-horizont

World Reference Base for Soil Resources: Acrisol · Alisol · Andosol · Anthrosol · Arenosol · Calcisol · Cambisol · Chernozem · Cryosol · Durisol · Ferralsol · Fluvisol · Gleysol · Gypsisol · Histosol · Kastanozem · Leptosol · Lixisol · Luvisol · Nitisol · Phaeozem · Planosol · Plinthosol · Podzol · Regosol · Retisol · Solonchak · Solonetz · Stagnosol · Technosol · Umbrisol · Vertisol

USDA Soil Taxonomy: Alfisol · Andosol · Aridisol · Entisol · Gelisol · Histosol · Inceptisol · Mollisol · Oxisol · Spodosol · Ultisol · Vertisol

Nederlandse bodemclassificatie: Veengronden · Podzolgronden · Brikgronden · Eerdgronden · Vaaggronden